# Список населённых пунктов городского округа город Бор
| Образование                        | Населённые пункты в составе образования |
| ---------------------------------- | --- |
| Город Бор                          | г. Бор |
| Кантауровский сельсовет            | с. Кантаурово д. Белкино д. Березовка д. Богдашево д. Большое Содомово д. Васильково д. Дерябино д. Долгово д. Дроздово д. Елькино д. Запрудное д. Зуево д. Каликино д. Королево д. Косарево д. Крутец д. Лебяжье д. Линдо-Пустынь д. Линдо-Усад д. Малое Ситниково д. Малое Содомово д. Мешково д. Минино д. Нагаево д. Наумово д. Никольское д. Оголихино д. Охлобыстино д. Першино д. Петухово д. Подкопайки д. Подрезово д. Попово д. Приклонное д. Рекшино д. Санда д. Ситниково д. Соколово д. Соловково д. Соловьево д. Сырохватово д. Тайное д. Тюрино д. Узлово д. Ульяново д. Уткино д. Филипповское д. Шлыково п. Шпалозавода д. Шубино д. Яблочное |
| Краснослободский сельсовет         | д. Красная Слобода д. Апраксино д. Белоусово д. Березовка д. Большое Уткино д. Варначево д. Воронино д. Выползово д. Высоково д. Горелово с. Городищи д. Долгово д. Дубенки д. Ежово д. Зубово д. Ивановское д. Ивонькино д. Ильинское п. Керженец п. Ключ д. Княжево д. Кольцово д. Коринка д. Круглово д. Курочкино д. Лихачево д. Макарово д. Малое Уткино д. Мякотинское д. Озерки д. Оманово д. Опалиха д. Останкино д. Пикино д. Пикинские Гривы п. Пионерский д. Побегайки п. Полевой д. Потемино п. Приречный с. Развилье д. Разгуляйки д. Рябинки д. Савино д. Сверчково д. Свободное д. Селищи д. Сунгурово д. Тарасово д. Трубниково д. Чистяки д. Шерстнево д. Шехонка д. Юрасово |
| Линдовский сельсовет               | с. Линда д. Александровка д. Архипово д. Афанасовка д. Афанасово д. Березовка д. Большая Захватиха д. Большие Литвинки д. Большое Покровское д. Борисово д. Боровица д. Ботусино д. Бубново д. Бузуйки д. Быково д. Быстрое д. Валки д. Верхнее д. Волчиха д. Вороново д. Высоково д. Вязовое д. Вяловское д. Галанино д. Ганино д. Глазовка д. Гусево д. Доенки д. Дресвино с. Дрюково д. Дубенки д. Желватиха д. Журавли д. Завражное Залесная д. Запрудное п. Заречный д. Захарово д. Зименки д. Зинькино Зоренки д. Зрилки д. Ивановское д. Клеево д. Клинцово д. Коврово д. Корелка д. Коровино д. Красногорка д. Красноярье д. Кресты Кривцово д. Круглое д. Кунавино д. Крутец д. Кузнечиха д. Лискино д. Лунино д. Малая Захватиха д. Малое Покровское д. Малые Литвинки д. Мамакино д. Матюшки д. Милютино д. Митюшино д. Молостово д. Мордвинки д. Морозово д. Некрасово д. Никольское д. Николино-Кулига д. Ножово д. Обмелюхино д. Одинцы д. Орешки д. Осинки д. Остреево д. Охотино д. Пирогово д. Плахино д. Подлужки д. Попово д. Разливайки д. Родимиха д. Рябчиково д. Святица д. Скородумки д. Слободское д. Смышляйки д. Соломатки с. Спасское п. совхоза «Сормовский Пролетарий» д. Сысаиха д. Тузеево д. Уткино д. Филимонцево д. Хвалынки д. Хмелево д. Хрипуново д. Чернолесская Пустынь д. Чернуха с. Чистое Поле д. Юрино д. Язвицы |
| Останкинский сельсовет             | с. Останкино п. Березовский п. Большеорловское д. Блохино п. Ватомский п. Вяз д. Ежово д. Заскочиха д. Зименки д. Комарово д. Межуйки д. Орлово п. Орловский д. Пионерское п. Рустай д. Трутнево п. Чернозерье |
| Сельсовет Память Парижской Коммуны | р.п. Память Парижской коммуны п. Восход д. Жуковка п. Заря |
| Редькинский сельсовет              | с. Редькино д. Блины д. Боярское д. Бурнаково д. Ваганьково д. Ватома д. Вернягово д. Владимирово д. Вязовка д. Глазково д. Дуплево д. Елевая д. Елисино д. Заборье д. Клюкино д. Колобово д. Костино д. Куземино д. Марково д. Матвеевка д. Овечкино д. Орехово д. Петрово д. Пичугино д. Пумра д. Путьково д. Рожново д. Садовая д. Синцово д. Скородумки д. Сосновка д. Сошники д. Торчилово д. Тушнино д. Ульяниха д. Ушенино д. Чернораменье п. Чистое Борское |
| Ситниковский сельсовет             | п. Ситники д. Борисовка д. Боталово д. Власово п. Глубинный д. Грязново п. Железнодорожный д. Золотово д. Зыково д. Квасово п. ст. Киселиха д. Лапино д. Медведково д. Мыс п. Нагорный п. Сосновый Бор д. Софроново д. Страхово д. Тайново д. Телятьево д. Темряшино д. Хрущево |
| Ямновский сельсовет                | с. Ямново д. Белкино д. Вязилка д. Городное д. Долгово д. Завражное с. Ивановское д. Нечаево д. Никиткино п. Первое Мая д. Плотинка с. Селищи д. Тугарино |

## Источник
Населенные пункты города Бор (недоступная ссылка)